# 洽水镇
洽水镇，是中华人民共和国广东省肇庆市怀集县下辖的一个乡镇级行政单位。

## 行政区划
洽水镇下辖以下地区：
洽水社区、洽水村、珠岗村、罗岗村、社背村、丰叙村、鱼田村、东园村、旺兰村、坡下村、小江村、新田村、桂岭村、谿村、茶岩村、丽洞村、八洞村、七坑村、黄沙村、白水村、大洞田村和石莹村。